# ATI Technologies
Pour les articles homonymes, voir ATI (homonymie).
ATI Technologies Inc. était une entreprise canadienne, basée à Markham en Ontario, active dans la production de microprocesseurs pour cartes graphiques et de chipsets pour PC, téléphones portables et consoles de jeux vidéo. Elle est rachetée par AMD en 2006, qui choisit de mettre fin à l'utilisation de la marque ATI pour ses produits au profit de la marque AMD, tout en conservant le logo Radeon.

## Présentation de la société
Fondée en 1985 au Canada par trois immigrants chinois (Lee Ka Lau, Benny Lau, Kwok Yuen Ho), ATI a démarré comme société OEM, en concevant des circuits intégrés graphiques pour PC.
En 1987, ATI devient un fabricant à part entière de cartes graphiques équipées de ses puces.
En novembre 1993, ATI est cotée en bourse pour la première fois, au Toronto Stock Exchange.
En juillet 1999, ses ventes annuelles dépassent le milliard de dollars US.
En 2002, ATI élargit son offre et entre dans les marchés des composants pour le sans-fil.
En décembre 2003, ATI fait partie des 100 sociétés de l'indice NASDAQ-100. En 2005, elle entre sur le marché de composants pour la télévision numérique.
En 2005, la société a réalisé un chiffre d'affaires de 2,2 milliards de $US (dont 2,028 dans la vente de circuits intégrés) et se classe parmi les cinq premiers fabricants de circuits intégrés dits fabless, derrière son principal concurrent Nvidia. Voir la liste des principaux fabricants de semi-conducteurs au fil des ans.
En 2005, ATI emploie près de 3 400 employés, répartis principalement en Amérique du Nord, mais aussi en Europe et en Asie.
En tant que société fabless, ATI conçoit ses puces dans ses centres de R&D au Canada, mais sous-traite leur production à d'autres sociétés de semi-conducteurs comme les grands fondeurs que sont les taïwanais TSMC (Taiwan Semiconductor Manufacturing Co. Ltd.) ou UMC (United Microelectronics Corp.).
Le 24 juillet 2006, AMD annonce son intention d'acquérir ATI pour près de 5,4 milliards de $US. La fusion est effective au quatrième trimestre 2006. ATI n'est pas conservé comme entité indépendante, l'entreprise est dissoute et ses activités sont intégrées au sein d'AMD.
Le 30 août 2010, dans le prolongement de son rachat en 2006, la marque ATI disparaît au profit de celle de AMD, en raison de l'hybridation progressive des fonctions de processeur central (AMD) et de processeur graphique (ATI).

Nouveau logo ATI Radeon 2007

## Historique

### Débuts
Array Technologies Incorporated, dont l'acronyme ATI est bien plus usité, fut fondée en janvier 1985 par Kwok Yuen Ho, un émigré chinois arrivé au Canada en 1984 avec deux autres de ses compatriotes. Les trois hommes issus du monde informatique décident de baser la société à Markham et la dotent d'un logo blanc sur fond rouge.
Les débuts furent très difficiles, notamment du fait du manque de renommée de la firme. Mais au troisième trimestre 1987, la société finalisa l’EGA Wonder et la VGA Wonder, ses deux premières cartes graphiques. Le résultat fut plus ou moins probant : la société réussit néanmoins à se faire une petite place dans le domaine des cartes d'extension.
Peu après, en 1989, ATI se lance dans le consortium du standard VESA, afin d'établir de nouveaux standards dans l'affichage graphique.
Au troisième trimestre 1991, ATI présenta sa nouvelle carte : La Mach8. Cette carte était dotée de performances extraordinaires pour l'époque (1024×768×256) (ce qui signifie que la puce était capable d'afficher une image de 1024 pixels de long sur 768 pixels de haut en 256 couleurs) et était capable de travailler indépendamment du micro-processeur.
En 1992, la Mach32 voit le jour. Légère évolution de sa grande sœur, elle permet tout de même d'augmenter de manière phénoménale les capacités pour atteindre un 800×600 en 65 536 couleurs. Cette carte propose même une légère optimisation de la lecture MPEG (lecture de films plus fluide). C'est durant le courant de cette même année qu'ATI commence son développement mondial, avec l'ouverture d'une succursale à Munich.
Au mois de novembre 1993, ATI s'introduit à la bourse de Toronto, pour le meilleur, puisque cette arrivée permet au manufacturier canadien de s'envoler dans le domaine graphique.
En 1994, ATI continue sur sa lancée et sort la fantastique Mach64, capable de sortir des images en 1024×768 et 65 536 couleurs, ou même 800×600 en 16 millions de couleurs, ce qui, pour l'époque, était assez phénoménal.

### L'arrivée de l'accélération 3D
En janvier 1996, ATI lança la première carte 3D du marché : La 3D Rage, cette carte n'était cependant pas encore accélératrice 3D (ce fut le constructeur 3DFX qui créa la première d'entre elles, la Voodoo, qui fut une véritable révolution dans le monde du jeu en 3D).
En juillet 1996, ATI continua sa décentralisation avec l'ouverture d'une filiale irlandaise.
En septembre 1996, le constructeur dota ses cartes d'une sortie TV, puis fit irruption dans le domaine des ordinateurs portables, avec la version mobile de sa 3D Rage, permettant ainsi aux utilisateurs d'avoir accès à des jeux utilisant la 3D de façon satisfaisante (pour l'époque, rappelons-le). En même temps, ATI fait naître le concept de « All in wonder », en dotant ses cartes d'un tuner TV.
À l'automne 1997, la firme sortit sa carte Rage Pro. Cette puce était dotée d'un Setup Engine efficace et gérait un nombre plus important de fonctions 3D que sa concurrente, la Riva 128 de Nvidia. Cette carte, fort abordable, eut un bon succès auprès des particuliers.
En décembre 1997, afin de consolider sa position dans le domaine de la 2D, ATI acheta la société Tseng Labs.
Durant l'année 1998, ATI calma les sorties de nouvelles puces et les diverses actions, pour se concentrer sur le développement de sa prochaine carte révolutionnaire, basée sur un tout autre chipset.
Cette nouvelle carte vit le jour au cours du mois d'avril 1999. Son nom : Rage 128. Cette puce, très prometteuse sur le papier, était malheureusement entachée de problèmes de drivers, qui firent que le succès ne fut pas à la hauteur de l'exploit technologique de l'époque. Elle était basée sur un bus AGP 2× (et plus tard 4×) et était la première à gérer le Z-buffer sur une profondeur de 32 bits, proposant également une accélération matérielle totale pour la lecture de flux MPEG.
ATI débuta là une suite de pilotes non conformes aux attentes des consommateurs, car bugées et difficiles d'utilisation. Ainsi la carte fonctionnait mal avec certains jeux, ce qui pour un produit dont le jeu était le domaine essentiel d'utilisation, était relativement gênant. Cependant, six mois plus tard, la firme sortait sa Rage Mobility et sa Rage 128 Pro. La recette de cette dernière, une version professionnelle, était simple : il s'agissait simplement de la puce de la Rage overclockée et d'un peu plus de mémoire, elle aussi surfréquencée.
En janvier 2000, ATI continua sur sa mauvaise lancée en sortant la Rage Fury MAXX. Cette carte fut certainement le plus gros échec de l'histoire graphique. Elle était dotée de deux processeurs graphiques, là où les cartes graphiques conventionnelles n'en contenaient qu'un seul, et jusqu'à 128 Mio de mémoire, alors que la limite était à l'époque de 64 Mio. L'idée de coupler ainsi deux processeurs semblait attrayante, d'autant plus qu'ATI mettait en avant une nouvelle technologie pour tirer parti de cette architecture particulière : l'AFR (Alternate Frame Rendering). Ce procédé consistait à faire calculer une image sur deux à un processeur graphique, puis de donner la seconde à calculer au second, et ainsi de suite. Ainsi, un des deux processeurs graphiques calcule toutes les images paires, l'autre les impaires. Mais, finalement, la technique bi-processeur graphique et l'AFR se sont révélés tous deux décevants car les jeux existants n'en tiraient pas  parti, et les performances de cette Rage Fury MAXX n'étaient présentes que sur le papier. Ainsi, seuls quelques professionnels achetèrent cette carte hors de prix (car chère à produire) pour les performances pures qu'elle offrait dans le domaine professionnel.
Néanmoins, l'entreprise commença à revoir la lumière au bout du tunnel grâce au rachat de ArtX, société à l'origine de la puce graphique de la Nintendo 64 et plus tard de la GameCube, et composée d'ingénieurs talentueux. Grâce à ce rachat, ATI se réaligna sur son concurrent principal Nvidia.
Durant le cours de l'été 2000, ATI proposa enfin une puce intéressante, à savoir la nouvelle Radeon 256. Cette carte, sortie peu après la Geforce 2 GTS de son concurrent, ne parvint pas malgré tout à dépasser les performances de cette dernière dans tous les jeux, mais constituait une alternative intéressante, d'autant plus qu'ATI était (et est toujours) devant Nvidia en ce qui concerne la lecture vidéo.
En mars 2001, la société racheta FireGL et signa ainsi son entrée dans le domaine professionnel. En juillet de cette même année, elle s'appropria Hydravision. Ces rachats successifs permirent à ATI d'avoir plus de personnel compétent sous ses ordres, et ainsi de se rattraper face à Nvidia.
Si l'on fait un bilan intermédiaire des lieux, on peut voir que 3DFX, la société créatrice de la première carte accélératrice 3D, n'est plus (elle a été rachetée par Nvidia), S3 n'a pu confirmer, STMicroelectronics a sorti un Kyro II qui n'a pas eu le succès escompté et semblait en mauvaise posture financière pour créer un Kyro III capable de rivaliser avec les GeForce et autres Radeon, et Matrox ne visait plus le marché des joueurs. Il ne restait donc plus grand monde sur la scène du graphique grand public. Seuls deux poids lourds prétendaient pouvoir encore livrer bataille, à savoir Nvidia, très nettement en première position, suivi de ATI, en retard toujours du côté des drivers mais disposant d'équipes chevronnées, talentueuses et motivées.

### Remontée d'ATI
La réelle remontée de ATI vint tout d'abord de sa Radeon 8500, lancée à la rentrée 2001. Cette carte, très performante et rivalisant sans peine avec la GeForce 3 de son éternel concurrent, connut néanmoins un succès mitigé en raison encore une fois de ses drivers. 
ATI laissa le champ libre à Nvidia durant la première partie de l'année 2002, laissant Nvidia sortir la GeForce 4, simple évolution de la version 3. À l'instar de son concurrent, ATI a développé en collaboration avec Microsoft un tout nouveau processeur graphique, reposant sur une architecture inédite et tirant entièrement parti de la dernière version de DirectX, DirectX 9. Ce GPU, dont le nom de code était R300, fut lancé à la rentrée 2002, sur la fort connue 9700 Pro. Cette puce se révéla plus performante que sa concurrente la GeForce 4, autant en matière de performances que de fonctionnalités. 
La sortie de la 9700 Pro déplut à Nvidia répliquant ainsi avec la GeForce FX, sortie plus tôt que prévu. Elle s'avéra moins convaincante que la carte d'ATI. 
Ravi de voir sa cote remonter auprès du grand public, ATI récidiva en sortant en avril 2003 la carte qui sera sa plus grande vente : la Radeon 9800 Pro. Une simple évolution de la 9700, certes, mais avant tout une carte rapide, finalisée et silencieuse sous DirectX 9. La 5900 Ultra de Nvidia n'y fera rien, ATI gardera sa place de leader de longs mois durant.
De plus, le prix de la 9800 Pro, originellement de 400 € (prix d'une carte haut de gamme à sa sortie), fondit comme neige au soleil pour se retrouver très vite aux alentours de 200 €. Cette baisse phénoménale fut un véritable coup de génie de la part de la société canadienne : des centaines de milliers de cartes s'écoulèrent en quelques semaines, tout le monde se l'arracha (littéralement, certaines scènes furent cocasses), véritable haut de gamme à un prix défiant toute concurrence, à un tel point que la 9800 Pro gagna vite le statut de "mythe", et réalisa la meilleure vente de carte graphique jamais vue depuis bien des années.
Mais Nvidia ne se laissa pas en difficulté très longtemps. Ainsi, en avril 2004, les deux compagnies sortent quasi-simultanément leur nouvelle génération de cartes haut de gamme : ATI avec sa série de Radeon "X" (X800 tout d'abord), un dérivé des 9800 Pro, elles-mêmes basées sur les 9700 Pro. Nvidia, tout au contraire, sortit une architecture inédite avec ses GeForce série 6 (la 6800 Ultra est la plus haut de gamme). Performances brutes basées sur une ancienne génération de la part du canadien contre une architecture radicalement nouvelle et tournée vers l'avenir, en quelque sorte. Néanmoins, les cartes, une fois de plus, étaient équivalentes en matière de performances[réf. souhaitée] (à prix égal), et les deux concurrents réalisèrent des scores de vente comparables, déclinant en moult versions différentes leurs deux nouvelles familles de processeurs graphiques (X800XT, PE, Pro, XL, GT, X850XT PE, X700XT et Pro, X600XT et Pro, X300, SE, etc. et 6800 Ultra, GT, LE, 6600 GT, 6600, 6200, 6200 TC…etc).
Nvidia a sorti en juin 2005 son nouveau processeur graphique ultra haut de gamme : la GeForce 7800 GTX, reprenant l'architecture des 6800. ATI a préféré reporter à octobre 2005 la sortie de sa nouvelle carte, la X1800, complètement différente des précédentes, la nouvelle architecture demandant plus de précaution.
La meilleure carte actuelle provenant de chez ATI se nomme la X1950XTX qui en CrossFire arrive à rivaliser face aux Nvidia GeForce 7950GX2 en Quad-SLI. ATI et son concurrent Nvidia prétendent tous deux fournir "la" carte la plus performante du marché.

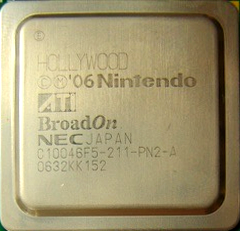
Processeur graphique ATI Hollywood qui équipe la console Nintendo Wii

Malgré une mauvaise réputation[réf. souhaitée], les drivers ATI s'améliorèrent grandement avec l'arrivée des Radeon 9700 Pro, notamment sous Microsoft Windows. Sous Linux, la situation est moins rose et les drivers sont toujours quelque peu à la traîne par rapport à ceux de Nvidia bien que des améliorations notables arrivent[réf. souhaitée]. Avec l'arrivée des pilotes 8.42, les performances sous Linux sont comparables à celles obtenues sous Microsoft Windows.[réf. souhaitée] De plus ces pilotes permettent d'utiliser AIGLX afin d'obtenir des effets 3D.
ATI a maintenant étendu ses activités aux processeurs graphiques pour télévisions numériques, téléphones portables et autres solutions nomades. Il équipait déjà le GameCube de Nintendo et se charge maintenant de la Wii, d'un processeur graphique appelé "Hollywood". La Xbox 360, est équipée d'une version dérivée du R520.

### Rachat par AMD
Le 25 juillet 2006, AMD rachète ATI pour 5,4 milliards de dollars. AMD a spécifié que les noms de marque ATI et Radeon resteraient.
En juillet 2007, on pourra tout de même remarquer le départ de Dave Orton, président d'ATI (nommé vice-président d'AMD depuis le rachat). Celui-ci annonce alors vouloir se tourner vers de nouveaux projets. C'est une perte notable pour ATI car Dave Orton fut l'homme responsable du rachat d'ArtX par ATI, véritable événement déclencheur pour la firme.
Le titre est retiré de cotation bourse.

## Processeurs graphiques
Cette liste englobe les familles de processeurs graphiques les plus importantes de la marque.
- EGA / VGA Wonder - (1987)
- Mach8 - (1991)
- Mach32 - (1992)
- Mach64 - (1994)
- All-In-Wonder Series - (1996)
- Rage3D - (1996)
- Rage/Pro - (1996)
- Rage/128 - (1998)
- Rage Fury MAXX - (2000)
- Radeon Series - (2000)
  - Radeon 7500 : 7000, 7200, 7500 - DirectX 7.0
  - Radeon 8500 : 8500, 9000, 9100, 9200, 9250 - DirectX 8.1
  - Radeon 9700 : 9500, 9550, 9600, 9700, 9800 - DirectX 9.0
  - Radeon X : X300, X550, X600, X700, X800, X850 - DirectX 9.0
  - Radeon X1000 : X1050, X1300, X1550, X1600, X16x0, X1800, X19x0 - DirectX 9.0c
  - Radeon HD 2000 : HD 2400, HD 2600, HD 2900 - DirectX 10
  - Radeon HD 3000 : HD 34x0, HD 36x0, HD 38x0 (et X2) - DirectX 10.1, gravure en 55 nm, PCI Express 2.0
  - Radeon HD 4000 : HD 45x0, HD 46x0, HD 47x0, HD 48x0 (et X2), GDDR5, gravure 40 nm pour la Radeon 4770
  - Radeon HD 5000 "Evergreen" - HD 55x0, HD 56x0, HD 57x0, HD 58x0, HD 5970 - DirectX 11, gravure en 40 nm par TSMC
  - Radeon HD 6000 "Southern Islands" - DirectX 11 - Novembre 2010 - gravure en 40 nm par GlobalFoundries
  - Radeon HD 7000 "Northern Islands" - DirectX 11 - Sortie courant / fin 2011 - gravure en 28 nm par GlobalFoundries

- Mobility Radeon Series - une série de Radeon optimisées pour l'utilisation dans des ordinateurs portables. Les chipsets M10 et M11 ont apporté au monde des portables des performances proches d'un ordinateur personnel de bureau. ATI possède aussi une X-series pour portables avec une interface PCI Express.
- FireGL - (2001) - à la suite de l'acquisition de FireGL Graphics.
- Imageon - (2002) - conçu pour amener la 3D au domaine ultra-portable : téléphones portables, assistants de poche… Le produit actuel est l'Imageon 2300 qui inclut dans ses possibilités : un moteur 3D, décodeur MPEG-4, encodage et décodage JPEG et un circuit pour une caméra de 2 mega-pixel muni de 2 Mio de ultra low-power SDRAM. Cette architecture fut rachetée par Qualcomm et renommée Adreno, elle est désormais utilisée comme GPU sur les puces Snapdragon.
- CrossFire - réponse d’ATI au SLI de Nvidia.
- Flipper : le processeur graphique de la console GameCube de Nintendo. Il est cadencé à 162 MHz.
- Hollywood : processeur graphique équipant la nouvelle Nintendo Wii. Évolution du Flipper, cadencé à 243 MHz et intégrant un processeur sonore.
- Xenos : processeur graphique équipant la Xbox 360. C'est un dérivé du R600, il est cadencé à 500 MHz. Ses performances sont actuellement impossibles à juger car la console n'est pas comparable au circuit informatique conventionnel d'un ordinateur personnel.

## Chipsets de carte mère
Chipsets Nord (accélération graphique intégrée)
- CrossFire Xpress Séries 3200, 1600
- Radeon Xpress Séries 200, 1100

Chipsets Sud
- Séries SB400, SB600, SB700…